# Општина Шоштањ
Општина Шоштањ (словен. Šoštanj) је једна од општина Савињске регије у држави Словенији. Седиште општине је истоимени градић Шоштањ.

## Природне одлике
Рељеф: Општина Шоштањ налази се у северном делу Словеније, у југозападном делу области Штајерска. Јужна половина општине се простире у Велењској котлини, коју ствара река Пака. Изнад котлине издижу се планине Љубела на североистоку и Савињски Алпи на западу.
Клима: У нижем делу општине влада умерено континентална клима, док у вишем делу влада њена оштрија, планинска варијанта.
Воде: Најважнији водоток у општини је речица Пака. Сви остали водотоци су мали и њен су притоке. На реци Паки узводно од града образовано је вештачко Велењско језеро.

## Становништво
Општина Шоштањ је средње густо насељена.

## Насеља општине
| - Беле Воде - Габерке - Дружмирје - Заводње - Локовица - Равне | - Скорно при Шоштању - Тополшица - Флорјан - Шентвид при Заводњу - Шоштањ |  |